# Victoria Valyukevich
Victoria Valyukevich (née Viktoria Vladimirovna Gourova, en russe : Виктория Владимировна Гурова, le 22 mai 1982), est une athlète russe spécialiste du triple saut.

## Biographie
Elle est mariée avec le triple-sauteur slovaque Dmitrij Vaľukevič.
Le 30 mars 2017, elle est disqualifiée de sa 8e place des Jeux de Londres pour dopage. Elle est suspendue le 2 août pour deux ans.

## Palmarès
| Date | Compétition                    | Lieu      | Résultat | Marque  |
| ---- | ------------------------------ | --------- | -------- | ------- |
| 2001 | Championnats d'Europe juniors  | Grosseto  | 3e       | 13,68 m |
| 2003 | Championnats d'Europe espoirs  | Bydgoszcz | 1re      | 14,37 m |
| 2003 | Universiade                    | Daegu     | 2e       | 14,14 m |
| 2005 | Championnats d'Europe en salle | Madrid    | 1re      | 14,74 m |
| 2005 | Championnats du monde          | Helsinki  | 10e      | 13,96 m |
| 2007 | Coupe d'Europe                 | Munich    | 2e       | 14,46 m |
| 2008 | Jeux olympiques                | Pékin     | 5e       | 14,77 m |
| 2012 | Jeux olympiques                | Londres   | —        | DSQ     |

## Records
| Épreuve     | Épreuve      | Performance | Lieu   | Date            |
| ----------- | ------------ | ----------- | ------ | --------------- |
| Triple saut | En plein air | 14,85 m     | Kazan  | 19 juillet 2008 |
| Triple saut | En salle     | 14,74 m     | Madrid | 6 mars 2005     |